# Cyclodictyon lorentzii
Cyclodictyon lorentzii är en bladmossart som beskrevs av William Russell Buck och Schiavone 1997. Cyclodictyon lorentzii ingår i släktet Cyclodictyon och familjen Hookeriaceae. Inga underarter finns listade i Catalogue of Life.